# Lake Carnegie
Lake Carnegie är en sjö i Australien. Den ligger i delstaten Western Australia, omkring 900 kilometer nordost om delstatshuvudstaden Perth. Lake Carnegie ligger 439 meter över havet. Arean är 842 kvadratkilometer. Den sträcker sig 58,0 kilometer i nord-sydlig riktning, och 96,9 kilometer i öst-västlig riktning.
Omgivningarna runt Lake Carnegie är i huvudsak ett öppet busklandskap. Trakten runt Lake Carnegie är nära nog obefolkad, med mindre än två invånare per kvadratkilometer. Genomsnittlig årsnederbörd är 346 millimeter. Den regnigaste månaden är februari, med i genomsnitt 120 mm nederbörd, och den torraste är augusti, med 1 mm nederbörd.